# Rhaebo guttatus
Rhaebo guttatus (Schneider, 1799) è un anfibio anuro della famiglia Bufonidae.
Si trova in Brasile. I suoi habitat sono le foreste umide e degradate subtropicali o tropicali, fiumi, acquitrini, giardini rurali.
È minacciato dalla riduzione dell'habitat.